# 이즈미자키촌
이즈미자키촌(일본어: 泉崎村)은 일본 후쿠시마현 남부에 있는 니시시라카와군의 촌이다.

## 지리
기후는 태평양의 영향으로 여름에 매우 덥다.

## 역사
- 1889년 - 여러 정촌이 합병해 가와사키촌, 간페이촌이 성립하였다.
- 1954년 - 가와사키촌과 간페이촌이 합병해 이즈미자키촌이 되었다.

## 인구
| 연도 | 인구  | ±%     |
| ---- | ----- | ------ |
| 1920 | 4,157 | —      |
| 1930 | 4,699 | +13.0% |
| 1940 | 5,130 | +9.2%  |
| 1950 | 6,957 | +35.6% |
| 1960 | 6,541 | −6.0%  |
| 1970 | 5,490 | −16.1% |
| 1980 | 5,577 | +1.6%  |
| 1990 | 6,656 | +19.3% |
| 2000 | 6,823 | +2.5%  |
| 2010 | 6,802 | −0.3%  |

## 교통

### 철도
- 동일본 여객철도 도호쿠 본선

### 도로
- 국도 4호선